# Chrümelbach (Oesch)
Der Chrümelbach ist ein 4,3 Kilometer und mit dem mehrheitlich eingedolten Oberlauf Moosbach 7,8 Kilometer langes Fliessgewässer im Grenzgebiet der Schweizer Kantone Bern und Solothurn und ein rechter Zufluss der Ösch.

## Geographie

### Verlauf
Der Chrümelbach ist ein heute ca. 4,3 Kilometer langes, auf seiner ganzen Strecke in einem künstlichen Bachgraben verlaufendes Gewässer, das bei Seeberg auf bernischem Kantonsgebiet auf der Höhe von 467 m ü. M. aus einer Dole entspringt. Bis zur Entwässerung und Flur- und Gewässerkorrektion im Gebiet von Seeberg, Winistorf, Hellsau, Höchstetten und Willadingen seit den 1940er Jahren hatte der Chrümelbach zusammen mit den oberhalb und im Kanton Solothurn liegenden Quellbächen eine Länge von ca. 7,8 Kilometern. Die Landschaft am Oberlauf des Baches wurde von der 1952 gegründeten Flurgenossenschaft Drei Höfe durch eine Güterzusammenlegung neu strukturiert. Im hügeligen Quellgebiet, das im Kanton Solothurn liegt, sind heute nur noch kurze Strecken der Quellbäche bei Heinrichswil unverbaut und die korrigierten Abschnitte im offenen, intensiv genutzten Flurgebiet eingedolt und mit den unterirdischen Netzen der Drainage verbunden.

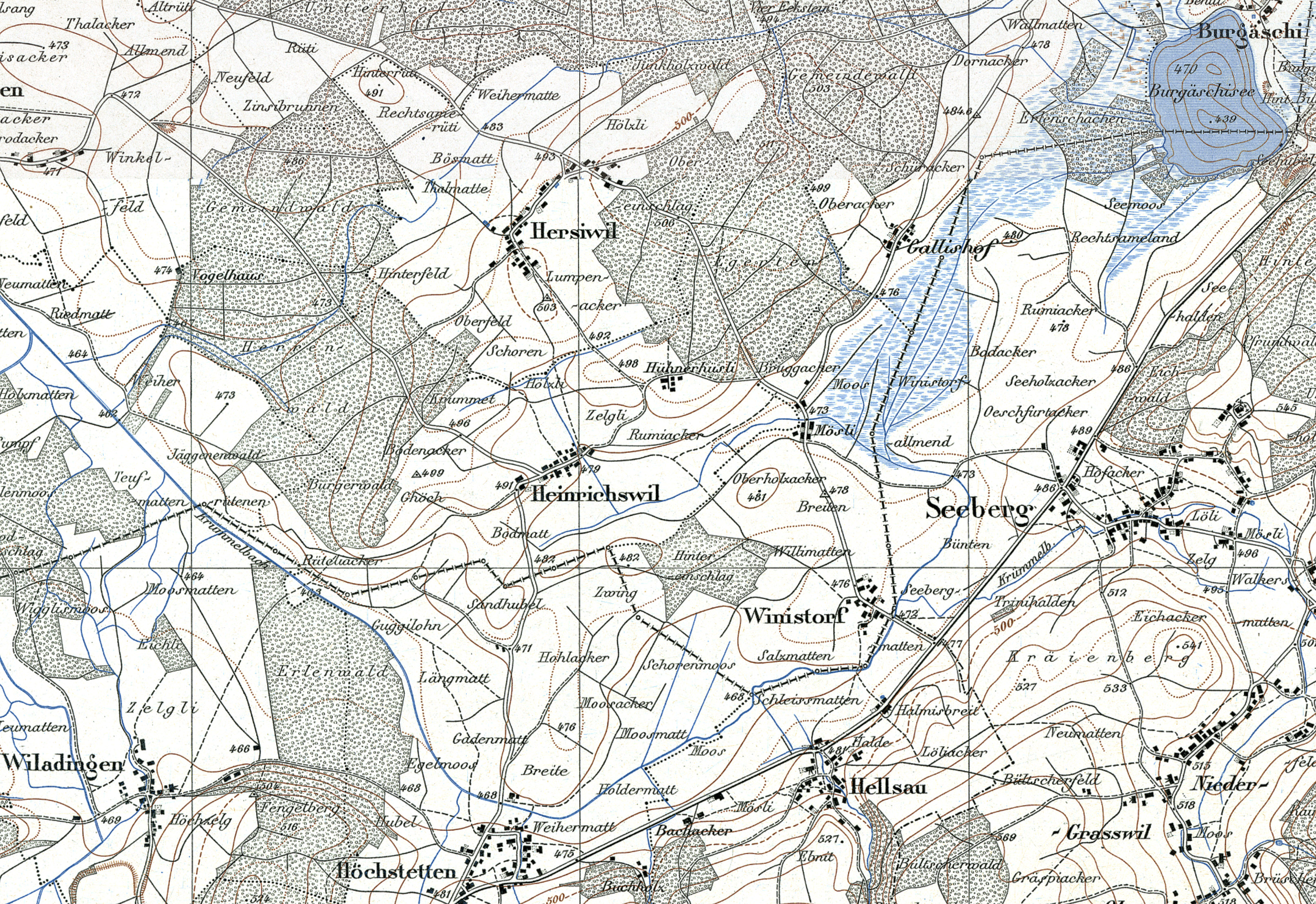
Einzugsgebiet des Chrümelbachs um 1900 (Topographischer Atlas der Schweiz)

Im Gebiet Seebergmatten östlich von Winistorf mündet von links aus einer Röhre der eingedolte Seeberger Dorfbach (Gewässernummer 92241) in den Chrümelbach. Er ist dessen längster Nebenbach. Sein Unterlauf wird in älteren Landeskarten der Schweiz ebenfalls als Krümmelbach bezeichnet (siehe Kartenausschnitt) und noch heute gelegentlich Chrümelbach genannt. Er entwässert mehrere Seitentäler bei Seeberg und am Steineberg. Sein oberste Abschnitt war der heute an der Oberfläche nicht mehr sichtbare Bittwilbach.
Von Norden strömte früher zudem Wasser aus dem ehemaligen Sumpfgebiet am Burgäschisee zum Chrümelbach. Mit der Absenkung des Seespiegels um zwei Meter in den 1940er Jahren wurde der Abfluss aus dem See gegen Nordosten zur Önz geleitet und das ehemalige Feuchtgebiet zwischen dem See und dem Chrümelbach trockengelegt. Die heute noch vorhandene Waldzone am Burgäschisee, am Ostrand des Einzugsgebiets des Chrümelbachs, ist als Schutzobjekt «Steineberg – Steinhof – Burgäschisee» im Bundesinventar der Landschaften und Naturdenkmäler von nationaler Bedeutung verzeichnet.
Bei Winistorf überquert eine kantonale Nebenstrasse den tiefen künstlichen Bachgraben auf einem Damm. Im Nordwesten und rechts vom Bach ist sie die Solothurner Kantonsstrasse 3210, die den Strassennamen Hauptstrasse hat, und auf der linken Seite die bernische Kantonsstrasse 1429, die neben der Brüggmatte nach Südosten führt und nach 200 Metern die Hauptstrasse 1 erreicht. Der Bachdurchlass ist ein betoniertes Gewölbe, das sich beidseits des Strassendammes unter Quadermauern aus Kalksteinen öffnet. Dem Graben folgt ein Stück weit die Kantonsgrenze, die über der linken Böschung neben dem Strassendamm mit dem historischen Grenzstein Nr. 269 angezeigt wird. Die rechteckige Stele aus Kalkstein mit den beiden Kantonswappen von Bern und Solothurn wurde, wie zahlreiche andere Grenzsteine, bei der Grenzbereinigung zwischen den beiden Ständen im Jahr 1764 aufgestellt. Beim Stein neben der Brücke treffen sich die Grenzen zwischen der solothurnischen Gemeinde Drei Höfe und den Berner Gemeinden Hellsau und Seeberg.
Der Chrümelbach fliesst mit einem sehr geringen Sohlgefälle gegen Südwesten durch die Senke bei Hellsau und Höchstetten und von dort nach Nordwesten in die Ebene an der Ösch. Viele Flurnamen im offenen Kulturland und auch in Waldgebieten – so wie Schoremoos, Moosmatte, Ägelmoos und Erlenmoos – bezeugen die früheren Landschaftsverhältnisse vor den Bachkorrektionen, als die bei der letzten Eiszeit gebildete Niederung Sümpfe und Feuchtgebiete aufwies.
Nördlich von Willadingen folgt die Kantonsgrenze erneut dem Bach, der kurz vor dem Bahndamm der Neubaustrecke Mattstetten–Rothrist auf der Höhe von 457 m ü. M., also nur zehn Meter tiefer als der Anfang des Bachgrabens, in die Willadinger Ösch mündet.

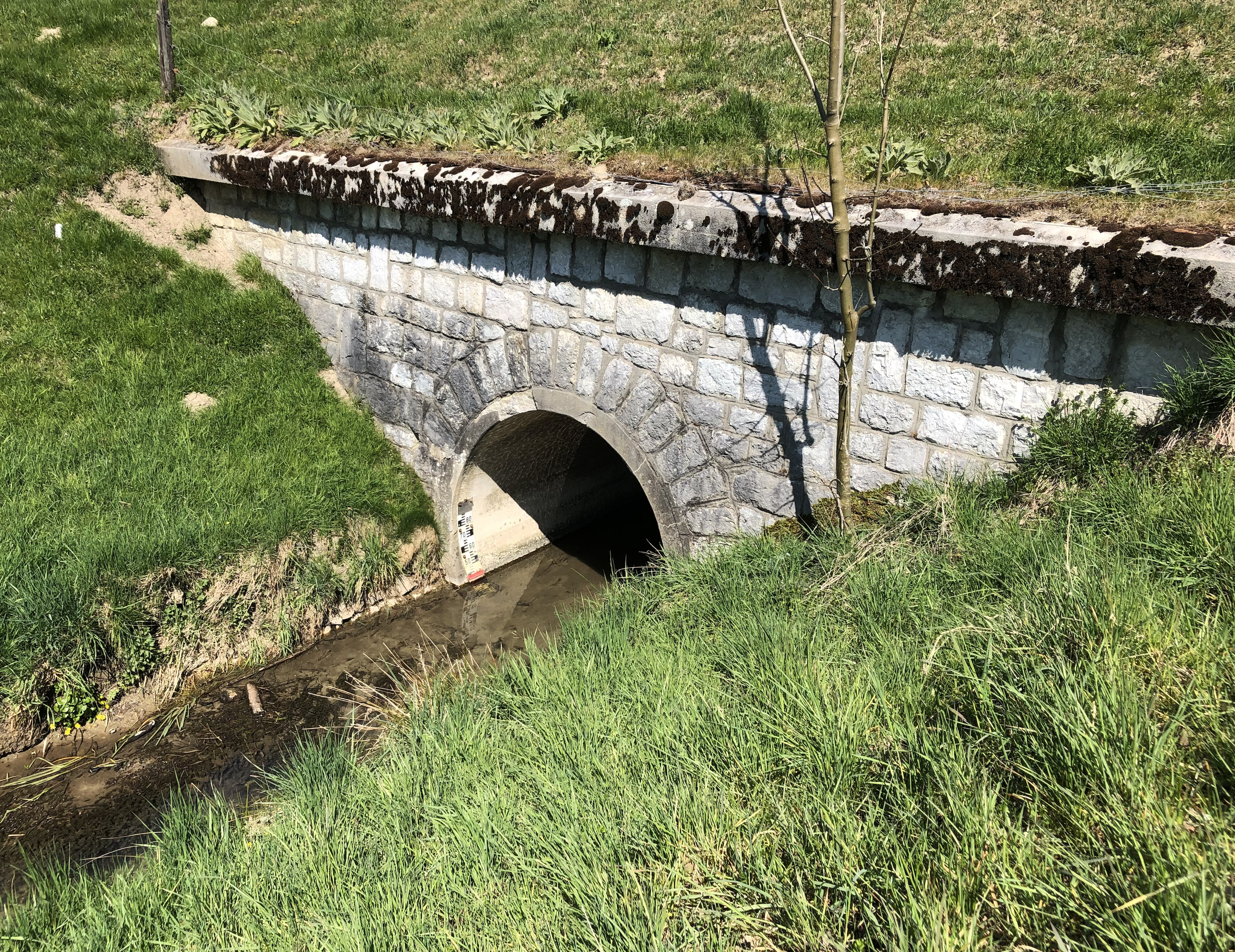
Bachdurchlass bei Winistorf mit Pegel bei tiefem Wasserstand
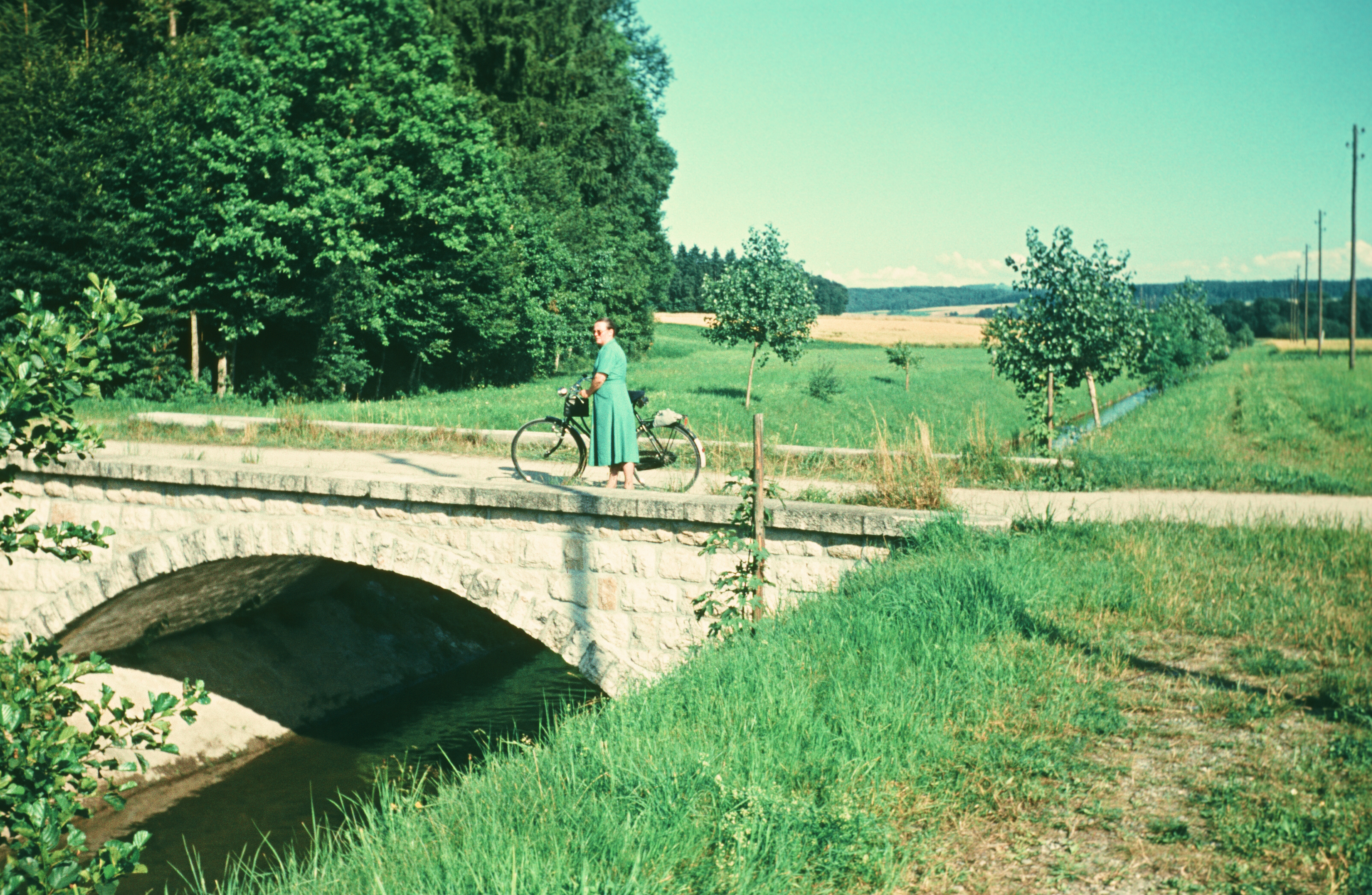
Brücke über den Chrümelbach (1954)
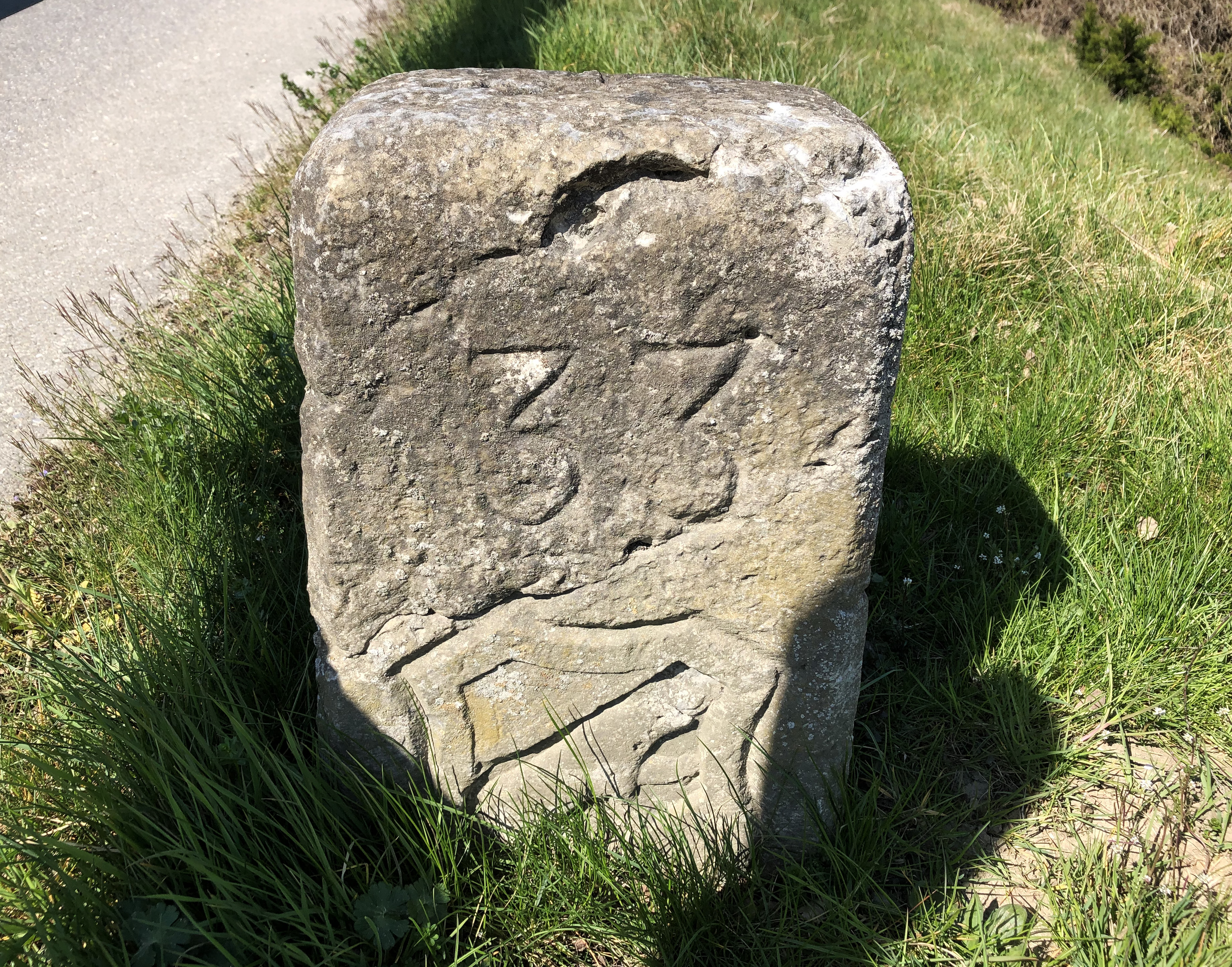
Grenzstein bei Winistorf

### Zuflüsse
Vom Ursprung bis zur Mündung
Moosbach
- Östlicher Ägertenbach (links), 1,3 km[6]

Chrümelbach
- Dorfbach (links), 3,9 km, 4,12 km²
- Grabebach (links), 1,7 km, 0,86 km²
- Buechholzbach (links), 0,7 km[6]
- Schlössliachergrabe (links), 2,0 km, 0,89 km²
- Hinterholzgraben (rechts), 0,8 km[6]

## Ökologie
Das Bachsystem der Ösch und des Chrümelbachs ist ein Habitat der Groppe.
Am Bachdurchlass bei Winistorf und bei einer Feldwegbrücke nördlich von Willadingen sind einfache hydrometrische Gewässerpegel angebracht, nach deren Dotierwasserhöhe sich die Bewässerung der landwirtschaftlichen Kulturen richtet. Wenn der Wasserstand bei den vor Ort leicht ablesbaren Skalen unter die rot markierte Höhe von 40 cm (bei Winistorf) bzw. 28 cm (nördlich von Willadingen) fällt, ist nach der kantonalen Vorschrift die Entnahme von Wasser verboten.
In den 2010er Jahren begannen Biber im Graben des Chrümelbachs Dämme aufzuschichten. Weil durch den Aufstau im Bachgraben das Drainagesystem der Flurgenossenschaft Seeberg-Hermiswil geflutet wurde, bewilligte das bernische Jagdinspektorat 2018 den Abbau der zwei Biberdämme. Die Gemeinden Seeberg und Drei Höfe bauten 2022, mit der Bewilligung des Jagdinspektorats, an einer geeigneten Stelle einen künstlichen Biberdamm und beim Austritt des Moosbachs ein Absetzbecken, um den Chrümelbachgraben regelmässig ausbaggern zu können.
Seit 2024 läuft in den Gemeinden Höchstetten und Willadingen ein Projekt zur Renaturierung des unteren Bachabschnitts.